# Gabinete de Argentina
En Argentina, el gabinete es el conjunto de ministerios y secretarías. Los ministerios son organismos del poder ejecutivo del Estado de más alta jerarquía, inmediatamente por debajo del presidente de la Nación Argentina en el caso del gobierno nacional, y de los gobernadores en el caso de las provincias, y del jefe de Gobierno de la Ciudad de Buenos Aires, en el caso de la Ciudad Autónoma de Buenos Aires.
El jefe de gabinete, nombrado por el presidente, ejerce la administración general del país y junto con los demás ministros, refrenda y legaliza los actos del presidente por medio de su firma, sin cuyo requisito carecen de eficacia.
Cada ministerio está dirigido por un ministro, que es libremente elegido y removido por el titular del Poder Ejecutivo. A su vez, cada ministerio está integrado por secretarías, subsecretarías y direcciones nacionales o generales, que constituyen cargos políticos bajo dependencia jerárquica del ministro y son designados por este o por el titular del Poder Ejecutivo por recomendación del ministro. Debajo de las direcciones nacionales o generales, se encuentra la jerarquía de carrera: direcciones, departamentos, divisiones y secciones. A su vez, bajo la órbita de los ministros, se suelen ubicar organismos descentralizados o autárquicos y otro tipo de agencias estatales bajo regímenes especiales.
Las secretarías presidenciales se dividen en la Secretaría General de la Presidencia, la Secretaría Legal y Técnica y la Secretaría de Comunicación y Prensa.
Los ministros forman el Gabinete o Gabinete de Ministros, una reunión especial de los mismos, habitualmente presidida por el titular del poder ejecutivo, para tratar y resolver cuestiones de Estado y de gobierno. También integran el gabinete el vicepresidente de la Nación y el jefe de Gabinete, cuya función básica es asistir al presidente en la coordinación de las reuniones del Gabinete de Ministros y en la articulación de sus actividades y funciones.

## Historia

### Inicios
El gabinete se constituyó en 1853 por cinco ministerios: Interior, Guerra y Marina, Hacienda, Justicia, Culto e Instrucción Pública y Relaciones Exteriores.
La primera ampliación llegó en la reforma constitucional de 1898 con el aditamento de los Ministerios de Agricultura, de Obras Públicas, de Guerra y de Marina.

### Reformas del peronismo
La reforma constitucional de 1949 dispuso la creación de más ministerios: Aeronáutica, Asuntos Políticos, Asuntos Técnicos, Comunicaciones, Defensa Nacional, Economía, Educación, Ejército, Finanzas, Industria y Comercio, Justicia, Salud Pública, Trabajo y Previsión y Transportes.
Este gran gabinete sería modificado en 1952 con la inclusión de Asuntos Económicos y el cambio de nombre de Economía por «Comercio Exterior».
En 1954, el Congreso aprobó la Ley 14 303, que introdujo algunas modificaciones:
- Se fusionaron los Ministerios del Interior y de Justicia en el Ministerio del Interior y Justicia.
- Industria y Comercio se dividió en los Ministerios de Industria y de Comercio.
- Se modificó la denominación del Ministerio de Salud Pública por «Ministerio de Asistencia Social y Salud Pública».

### Revolución Libertadora
El 15 de diciembre de 1955, Lonardi modificó el gabinete por medio del Decreto-Ley 5600. En éste ya no figuran las carteras de Asuntos Políticos, Asuntos Técnicos y Defensa Nacional, en tanto que Interior y Justicia volvieron a ser departamentos separados.
Con fecha 8 de junio de 1956, Aramburu unificó algunos ministerios (Decreto-Ley 10 351): Educación y Justicia; Hacienda (uniendo Hacienda y Finanzas); y Comercio e Industria. También ordenó la fusión de Comunicaciones y Transportes aunque este cambio nunca fue ejecutado.

### Gobierno de Frondizi
El 13 de junio de 1958, el Congreso sancionó la Ley 14 439 que estableció ocho ministerios: Interior, Relaciones Exteriores y Culto, Economía, Educación y Justicia, Defensa Nacional, Asistencia Social y Salud Pública, Trabajo y Seguridad Social y Obras y Servicios Públicos.

### Gobierno de Onganía
Tras el golpe de Estado de 1966, que inició la Revolución Argentina, el presidente de facto Juan Carlos Onganía dictó la Ley 16 956. El gabinete se compondría por cinco ministerios: Interior, Relaciones Exteriores y Culto, Ministerio de Economía y Trabajo, Defensa y Ministerio de Bienestar Social.
El 20 de octubre de 1969, Onganía elevó el número de ministerios a ocho (Ley 18 416), creando las carteras de Cultura y Educación, Obras y Servicios Públicos y Justicia.
En 1971 (el 6 de junio), el nuevo presidente de facto, Alejandro Agustín Lanusse, modificó parcialmente el gabinete (Ley 19 064) y reemplazó el Ministerio de Economía y Trabajo por el Ministerio de Hacienda y Finanzas; creó los Ministerios de Agricultura y Ganadería; de Industria, Comercio y Minería; y de Trabajo.

### Modificación de 1973
Recuperada la democracia, en 1973, el Congreso determinó los ministerios (por Ley 20 524): Interior, Relaciones Exteriores y Culto, Justicia, Defensa, Economía, Cultura y Educación, Trabajo y Bienestar Social.

### Dictadura cívico-militar
El 7 de octubre de 1976, primer año del gobierno de hecho autodenominado Proceso de Reorganización Nacional, Jorge Rafael Videla estableció el Ministerio de Planeamiento; al cabo de un año, fue disuelta, el 6 de diciembre de 1978.
Por ley n.º 22 450 del 27 de marzo de 1981, se crearon los ministerios de Economía, Hacienda y Finanzas; de Agricultura y Ganadería; de Industria y Minería; de Comercio e Intereses Marítimos; de Obras y Servicios Públicos; de Salud Pública y Medio Ambiente; y de Acción Social.
Con fecha 21 de diciembre de 1981, el ministro del Interior Carlos Alberto Lacoste (a cargo del Poder Ejecutivo Nacional) modificó el gabinete (Ley 22 520). Se crearon los Ministerios de Obras y Servicios Públicos, de Salud Pública y Medio Ambiente; y de Acción Social. Se estableció el Ministerio de Educación y la gestión de la cultura quedó en la Secretaría de Cultura, en la Presidencia de la Nación.
Como resultado de la Ley 23 032 del 8 de diciembre de 1983, se unificaron por segunda vez las carteras de Educación y Justicia en el Ministerio de Educación y Justicia. Se establecieron también los Ministerios de Trabajo y Seguridad Social; y de Salud y Acción Social.

### Gobierno de Menem
La Ley 23 930, sancionada el 18 de abril de 1991, constituyó el Ministerio de Economía y Obras y Servicios Públicos, separó Educación y Justicia en ministerios separados, y creó un nuevo Ministerio de Cultura y Educación.
Por medio de la Ley 24 190, sancionada el 16 de diciembre de 1992, el Ministerio de Relaciones Exteriores y Culto recibió algunas competencias del Ministerio de Economía, Obras y Servicios Públicos; y su nombre cambió por «Ministerio de Relaciones Exteriores, Comercio Internacional y Culto».
En 1994, se modifica la Constitución Nacional y se crea la Jefatura de Gabinete de Ministros, un cargo ministerial desempeñado por un jefe de Gabinete.

### Modificaciones desde 1999
Por Ley 25 233 sancionada por el Congreso el 10 de diciembre de 1999, se creó el Ministerio de Infraestructura y Vivienda (la cartera de economía pasó a llamarse «Ministerio de Economía»); el Ministerio de Justicia adoptó la denominación de «Ministerio de Justicia y Derechos Humanos»; la cartera de trabajo pasó a llamarse «Ministerio de Trabajo, Empleo y Formación de Recursos Humanos»; la de educación recuperó el nombre «Ministerio de Educación»; y se constituyeron los Ministerios de Salud y de Desarrollo Social y Medio Ambiente.
El 26 de octubre de 2001, el presidente Fernando de la Rúa creó el Ministerio de Turismo, Cultura y Deportes y el Ministerio de Seguridad Social (Decreto 1366/2001). El 21 de febrero de 2002, el presidente Eduardo Duhalde modificó el gabinete por Decreto 355/2002. Se creó el Ministerio de la Producción, se formaron los Ministerios de Trabajo, Empleo y Seguridad Social; de Desarrollo Social; y de Educación, Ciencia y Tecnología. Con fecha 10 de julio de 2002, por Decreto 1210/2002, el Ministerio de Justicia y Derechos Humanos asumió la gestión de la seguridad interior y adoptó el nombre de «Ministerio de Justicia, Seguridad y Derechos Humanos».
El 24 de mayo de 2003, se transfirieron competencias entre los Ministerios de Economía y de la Producción, y el primero cambió su denominación por Ministerio de Economía y Producción y el segundo por Ministerio de Planificación Federal, Inversión Pública y Servicios (Decreto 1283/2003).
El 20 de agosto de 2004, se transfirió la gestión de la seguridad interior de la cartera de justicia (que recobró la denominación «Ministerio de Justicia y Derechos Humanos») al Ministerio del Interior (Decreto 1066/2004). Todo esto sería revertido en 2007 por la Ley 26 338.
Una nueva cartera fue el Ministerio de Producción, creado el 25 de noviembre de 2008 por el gobierno de Cristina Fernández de Kirchner, que se escinde del Ministerio de Economía y Producción, que pasó a llamarse «Ministerio de Economía y Finanzas Públicas». El 1 de octubre de 2009, se estableció el Ministerio de Agricultura, Ganadería y Pesca, que tomó competencias de Producción. A ésta se cambió su nombre brevemente por «Ministerio de Industria» y luego por «Ministerio de Industria y Turismo» (8 de octubre). El 28 de junio de 2010, se creó el Ministerio de Turismo, y el Ministerio de Industria y Turismo recuperó el nombre «Ministerio de Industria».
En 2015, en el inicio de la administración de Macri, se transfirieron competencias del Ministerio de Economía y Finanzas Públicas al de Industria, que pasó a llamarse «de Producción». Simultáneamente, se creó el Ministerio de Agroindustria. Se disolvió el Ministerio de Planificación Federal, Inversión Pública y Servicios, cuyas funciones se repartieron entre las carteras de Energía y Minería; de Transporte; del Interior (desde entonces, «Interior, Obras Públicas y Vivienda»). También se crearon los Ministerios de Comunicaciones, de Modernización y de Medio Ambiente y Desarrollo Sustentable.
El 3 de septiembre de 2018, el entonces presidente Macri modificó el gabinete nacional reduciendo de 22 a 10 la cantidad de ministerios. Los ministerios de Agroindustria, Ambiente, Ciencia y Tecnología, Cultura, Energía, Modernización, Salud, Trabajo y Turismo fueron designados como secretarías.
En 2019, el entonces  presidente Alberto Fernández restableció los Ministerios de Obras Públicas; Agricultura, Ganadería y Pesca; Salud; Desarrollo Social; Trabajo, Empleo y Seguridad Social; Cultura; Ciencia, Tecnología e Innovación; Ambiente y Desarrollo Sostenible. También, creó los Ministerios de las Mujeres, Géneros y Diversidad; de Desarrollo Territorial y Hábitat; y Turismo y Deportes.
El 10 de diciembre de 2023, el nuevo presidente Javier Milei volvió a reestructurar el gabinete nacional, reduciendo nuevamente la cantidad de ministerios de 18 a 9. 11 ministerios fueron degradados a secretarías y se crearon dos totalmente nuevos: el Ministerio de Infraestructura y el Ministerio de Capital Humano. Desarrollo Social, Trabajo, Educación, Mujeres y Cultura pasaron a depender de Capital Humano; Obras Públicas y Transporte quedaron bajo el control de Infraestructura; Ambiente y Desarrollo Sostenible, y Turismo y Deportes comenzaron a funcionar bajo la órbita de Interior; y Ciencia, Tecnología e Innovación pasó a formar parte de la Jefatura de Gabinete. En febrero de 2024 se disuelve el Ministerio de Infraestructura y se traspasa su actividad al Ministerio de Economía. De esta manera, el número total de ministerios pasa a 8. En junio de 2024, el Ministerio del Interior paso a la órbita de la Vicejefatura de Gabinete del Interior, con lo que nuevamente el número de ministerios se redujo a 7. En julio de 2024, el presidente crea el Ministerio de Desregulación y Transformación del Estado por medio del Decreto 585/2024, por lo que el número de ministerios vuelve a 8.

### Historial
| Sello | Ministerio                                                          | Antecedentes |
| ----- | ------------------------------------------------------------------- | --- |
|       | Ministerio de Relaciones Exteriores, Comercio Internacional y Culto | Ministerio de Relaciones Exteriores (1854-1898) Ministerio de Relaciones Exteriores y Culto (1898-1992) Ministerio de Relaciones Exteriores, Comercio Internacional y Culto (1992-2011) Ministerio de Relaciones Exteriores y Culto (2011-2019) Ministerio de Relaciones Exteriores, Comercio Internacional y Culto (2019-actualidad) |
|       | Ministerio de Defensa                                               | Ministerio de Guerra y Marina (1854-1898) Ministerio de Guerra (1898-1949) Ministerio de Defensa (1949-1955) Ministerio de Defensa Nacional (1958-1981) Ministerio de Defensa (1981-actualidad) |
|       | Ministerio de Economía                                              | Ministerio de Hacienda (1854-1958) Ministerio de Economía (1958-1966) Ministerio de Economía y Trabajo (1966-1971) Ministerio de Hacienda y Finanzas (1971-1973) Ministerio de Economía (1973-1991) Ministerio de Economía, Obras y Servicios Públicos (1991-1999) Ministerio de Economía (1999-2002) Ministerio de Economía y Producción (2002-2008) Ministerio de Economía y Finanzas Públicas (2008-2015) Ministerio de Hacienda y Finanzas Públicas (2015-2017) Ministerio de Hacienda (2017-2019) Ministerio de Economía (2019-actualidad) |
|       | Ministerio de Justicia                                              | Ministerio de Justicia, Culto e Instrucción Pública (1854-1898) Ministerio de Justicia e Instrucción Pública (1898-1949) Ministerio de Justicia (1949-1954) Ministerio del Interior y Justicia (1954-1955) Ministerio de Justicia (1955-1956) Ministerio de Educación y Justicia (1956-1966) Ministerio de Justicia (1966-1983) Ministerio de Educación y Justicia (1983-1989) Ministerio de Justicia, Seguridad y Derechos Humanos (1989-1999) Ministerio de Justicia y Derechos Humanos (1999-2001) Ministerio de Justicia, Seguridad y Derechos Humanos (2002-2010) Ministerio de Justicia y Derechos Humanos (2010-2023) Ministerio de Justicia (2023-actualidad) |
|       | Ministerio de Capital Humano                                        | Ministerio de Capital Humano (2023-actualidad) |
|       | Ministerio de Seguridad Nacional                                    | Ministerio de Seguridad (2010-2025) Ministerio de Seguridad Nacional (2025-actualidad) |
|       | Ministerio de Salud                                                 | Ministerio de Salud Pública (1949-1955) Ministerio de Asistencia Social y Salud Pública (1958-1966) Ministerio de Bienestar Social (1966-1981) Ministerio de Salud Pública y Medio Ambiente (1981-1983) Ministerio de Salud y Acción Social (1983-2001) Ministerio de Salud y Ambiente (2002-2007) Ministerio de Salud (2007-2018) Ministerio de Salud y Desarrollo Social (2018-2019) Ministerio de Salud (2019-actualidad) |
|       | Ministerio de Desregulación y Transformación del Estado             | Ministerio de Desregulación y Transformación del Estado (2024-actualidad) |

#### Ministerios discontinuados
| Ministerios de la Nación Argentina               | Ministerios de la Nación Argentina |
| Ministerio                                       | Antecedentes |
| ------------------------------------------------ | --- |
| Ministerio del Interior                          | Ministerio del Interior (1854-1954) Ministerio del Interior y Justicia (1954-1955) Ministerio del Interior (1955-2012) Ministerio del Interior y Transporte (2012-2015) Ministerio del Interior, Obras Públicas y Vivienda (2015-2019) Ministerio del Interior (2019-2024) |
| Ministerio de Agricultura, Ganadería y Pesca     | Ministerio de Agricultura (1898-1958) Ministerio de Agricultura y Ganadería (1972-1973) Ministerio de Agricultura y Ganadería (1981) Ministerio de Agricultura, Ganadería, Pesca y Alimentación (2009-2015) Ministerio de Agroindustria (2015-2018) Ministerio de Agricultura, Ganadería y Pesca (2019-2022) |
| Ministerio de Obras Públicas                     | Ministerio de Obras Públicas (1898-1958) Ministerio de Obras y Servicios Públicos (1958-1972) Ministerio de Planeamiento (1976-1978) Ministerio de Obras y Servicios Públicos (1981-1991) Ministerio de Economía, Obras y Servicios Públicos (1991-1999) Ministerio de Planificación Federal, Inversión Pública y Servicios (2003-2015) Ministerio del Interior, Obras Públicas y Vivienda (2015-2019) Ministerio de Obras Públicas (2019-2023) |
| Ministerio de Marina                             | Ministerio de Marina (1898-1958) |
| Ministerio de Ejército                           | Ministerio de Ejército (1949-1958) |
| Ministerio de Aeronáutica                        | Ministerio de Aeronáutica (1949-1958) |
| Ministerio de Asuntos Técnicos                   | Ministerio de Asuntos Técnicos (1949-1954) |
| Ministerio de Asuntos Políticos                  | Ministerio de Asuntos Políticos (1949-1954) |
| Ministerio de Comunicaciones                     | Ministerio de Comunicaciones (1949-1958) Ministerio de Comunicaciones (2015-2017) |
| Ministerio de Desarrollo Productivo              | Ministerio de Industria y Comercio (1949-1952) Ministerio de Industria (1952-1956) Ministerio de Comercio e Industria (1956-1958) Ministerio de Industria y Minería (1971-1973) Ministerio de Industria y Minería (1981) Ministerio de la Producción (2002-2003) Ministerio de Industria (2008-2015) Ministerio de Producción (2015-2018) Ministerio de Producción y Trabajo (2018-2019) Ministerio de Desarrollo Productivo (2019-2022) |
| Ministerio de Educación                          | Ministerio de Educación (1949-1956) Ministerio de Educación y Justicia (1956-1966) Ministerio de Educación (1966-1973) Ministerio de Cultura y Educación (1973) Ministerio de Educación (1973-1981) Ministerio de Cultura y Educación (1981) Ministerio de Educación (1981-1983) Ministerio de Educación y Justicia (1983-1989) Ministerio de Educación (1989-2001) Ministerio de Educación, Ciencia y Tecnología (2002-2007) Ministerio de Educación (2007-2015) Ministerio de Educación y Deportes (2015-2017) Ministerio de Educación (2017-2018) Ministerio de Educación, Cultura, Ciencia y Tecnología (2018-2019) Ministerio de Educación (2019-2023) |
| Ministerio de Trabajo, Empleo y Seguridad Social | Ministerio de Trabajo y Previsión (1949-1951) Ministerio de Trabajo (1951-1955) Ministerio de Trabajo y Previsión (1955-1958) Ministerio de Trabajo y Seguridad Social (1958-1966) Ministerio de Economía y Trabajo (1966-1971) Ministerio de Trabajo (1971-1989) Ministerio de Trabajo y Seguridad Social (1989-1999) Ministerio de Trabajo, Empleo y Formación de Recursos Humanos (1999-2001) Ministerio de Trabajo, Empleo y Seguridad Social (2002-2018) Ministerio de Producción y Trabajo (2018-2019) Ministerio de Trabajo, Empleo y Seguridad Social (2019-2023)                                                                                   |
| Ministerio de Transporte                         | Ministerio de Transportes (1949-1958) Ministerio de Transporte (2015-2023) |
| Ministerio de Finanzas                           | Ministerio de Finanzas (1952-1956) Ministerio de Finanzas (2017-2018) |
| Ministerio de Comercio Exterior                  | Ministerio de Comercio Exterior (1952-1955) |
| Ministerio de Asuntos Económicos                 | Ministerio de Asuntos Económicos (1952-1955) |
| Ministerio de Comercio                           | Ministerio de Comercio (1952-1956) Ministerio de Comercio (1971-1973) Ministerio de Comercio e Intereses Marítimos (1981) |
| Ministerio de Desarrollo Social                  | Ministerio de Asistencia Social (1955) Ministerio de Asistencia Social y Salud Pública (1958-1966) Ministerio de Bienestar Social (1966-1981) Ministerio de Acción Social (1981-1983) Ministerio de Salud y Acción Social (1983-1999) Ministerio de Desarrollo Social (1999-2018) Ministerio de Salud y Desarrollo Social (2018-2019) Ministerio de Desarrollo Social (2019-2023) |
| Ministerio de Cultura                            | Ministerio de Cultura y Educación (1973) Ministerio de Cultura y Educación (1981) Ministerio de Turismo, Cultura y Deportes (2001) Ministerio de Cultura (2014-2018) Ministerio de Cultura (2019-2023) |
| Ministerio de Infraestructura                    | Ministerio de Infraestructura y Vivienda (1999-2001) Ministerio de Infraestructura (2023-2024) |
| Ministerio de Seguridad Social                   | Ministerio de Seguridad Social (2001) |
| Ministerio de Turismo y Deportes                 | Ministerio de Turismo, Cultura y Deportes (2001) Ministerio de Turismo (2010-2018) Ministerio de Turismo y Deportes (2019-2023) |
| Ministerio de Ciencia, Tecnología e Innovación   | Ministerio de Ciencia, Tecnología e Innovación Productiva (2007-2018) Ministerio de Ciencia, Tecnología e Innovación (2019-2023) |
| Ministerio de Modernización                      | Ministerio de Modernización (2015-2018) |
| Ministerio de Energía                            | Ministerio de Energía y Minería (2015-2018) Ministerio de Energía (2018) |
| Ministerio de Ambiente y Desarrollo Sostenible   | Ministerio de Ambiente y Desarrollo Sustentable (2015-2018) Ministerio de Ambiente y Desarrollo Sostenible (2019-2023) |
| Ministerio de las Mujeres, Géneros y Diversidad  | Ministerio de las Mujeres, Géneros y Diversidad (2019-2023) |
| Ministerio de Desarrollo Territorial y Hábitat   | Ministerio de Desarrollo Territorial y Hábitat (2019-2023) |

## Atribuciones

### Organización interna
Cada ministerio está dirigido por un ministro, que es libremente elegido y removido por el titular del Poder Ejecutivo. A su vez, cada ministerio está integrado por secretarías, subsecretarías y direcciones nacionales o generales, que constituyen cargos políticos bajo dependencia jerárquica del ministro, y son designados por este o por el titular del Poder Ejecutivo por recomendación del ministro. Debajo de las direcciones nacionales o generales, se encuentra la jerarquía de carrera: direcciones, departamentos, divisiones y secciones. A su vez, bajo la órbita de los ministros, suelen ubicarse organismos descentralizados o autárquicos, y otro tipo de agencias estatales bajo regímenes especiales.
Jerarquía:
- Ministerio
  - Secretaría
    - Subsecretaría
      - Dirección Nacional

### Reestructuraciones
Los ministerios dependientes del Poder Ejecutivo Nacional (PEN) se rigen por la Ley de Ministerios, Decreto 438/1992, cuya publicación en el Boletín Oficial data del 20 de marzo de 1992, y además por las normas complementarias y modificatorias.
Los nombres y las funciones de los ministerios pueden y suelen ser modificadas por el Poder Ejecutivo para ajustarlos a las necesidades y prioridades de cada gobierno mediante un decreto de necesidad y urgencia que modifica la Ley de Ministerios. En el Estado nacional, los más estables son los ministerios de Hacienda, Interior, Relaciones Exteriores, Defensa, Trabajo, Educación, Justicia y Salud. En los estados provinciales y autónomos, los ministerios más estables son los de Economía, Educación y Salud.

### Funciones
Nombre del Ministro, ¿juráis por la patria desempeñar con lealtad y patriotismo el cargo de Ministro de nombre del Ministerio para el que habéis sido nombrado, cumpliendo y haciendo cumplir en cuanto de vos dependa la Constitución de la Nación Argentina?
Juramento tomado en manos del Presidente de la Nación

Según la Constitución Nacional (Arts. 102 al 107) y la ley de ministerios 22520/1992, el ministro asiste al Presidente de la Nación en materia de las responsablilidades asignadas por decreto e integran el Gabinete Nacional, reuniendose siempre que lo requiera el presidente. El ministro es asignado por el presidente sin necesidad de un acuerdo del Congreso y en caso de ausencia es reemplazado de acuerdo a lo que dicte el presidente. Los ministros no toman decisiones solos excepto en materia administrativa y financiera de sus respectivos ministerios, y sus actos son suscriptos en decretos con la firma del Presidente, el jefe de Gabinete y el o los Ministerios de acuerdo a la materia que trate, siendo ejecutados por los departamentos designados. Proponen la creación de Secretarías, Subsecretarías y Direcciones Nacionales al Poder Ejecutivo; presentan una memoria detallada del estado al Presidente para ser presentada ante el Congreso, y pueden concurrir a sus sesiones y formar parte de sus debates sin derecho a voto. Durante el desempeño de sus cargos no pueden ejercer otra profesión excepto la docencia, ni ser diputado ni senador, ni intervenir en juicios o litigios donde su condición de funcionario pueda influir en las decisiones.

## Composición actual

### Ministerios
| Ministerio                                                          | Titular                                       | Titular                | Período                  | Período | Partido | Partido | Ref.   |
| Ministerio                                                          | Fotografía                                    | Nombre                 | Inicio                   | Final   | Partido | Partido | Ref.   |
| ------------------------------------------------------------------- | --------------------------------------------- | ---------------------- | ------------------------ | ------- | ------- | ------- | ------ |
| Jefatura de Gabinete de Ministros                                   | Guillermo Francos, retrato oficial 2024.      | Guillermo Francos      | 27 de mayo de 2024       | -       |         | Ind.    | [ 37 ] |
| Ministerio de Capital Humano                                        | Sandra Pettovello, retrato oficial 2024.      | Sandra Pettovello      | 10 de diciembre de 2023  | -       |         | UCEDE   | [ 33 ] |
| Ministerio de Defensa                                               | Ministro petri                                | Luis Petri             | 10 de diciembre de 2023  | -       |         | UCR     | [ 38 ] |
| Ministerio de Desregulación y Transformación del Estado             | Federico Sturzenegger, retrato oficial 2024.  | Federico Sturzenegger  | 5 de julio de 2024       | -       |         | PRO     | [ 39 ] |
| Ministerio de Economía                                              | Luis Caputo, retrato oficial 2024.            | Luis Caputo            | 10 de diciembre de 2023  | -       |         | PRO     | [ 40 ] |
| Ministerio de Justicia                                              | Mariano Cúneo Libarona, retrato oficial 2024. | Mariano Cúneo-Libarona | 10 de diciembre de 2023  | -       |         | Ind.    | [ 41 ] |
| Ministerio de Relaciones Exteriores, Comercio Internacional y Culto | Gerardo Werthein, retrato oficial 2024.       | Gerardo Werthein       | 31 de octubre de 2024    | -       |         | Ind.    | [ 42 ] |
| Ministerio de Salud                                                 | Mario Lugones, retrato oficial 2024.          | Mario Lugones          | 26 de septiembre de 2024 | -       |         | Ind.    | [ 43 ] |
| Ministerio de Seguridad Nacional                                    | Patricia Bullrich, retrato oficial 2024.      | Patricia Bullrich      | 10 de diciembre de 2023  | -       |         | PRO     | [ 44 ] |

### Secretarías
| Secretaría                           | Titular      | Titular                | Período                 | Período             | Partido | Partido | Ref.   |
| Secretaría                           | Fotografía   | Nombre                 | Inicio                  | Final               | Partido | Partido | Ref.   |
| ------------------------------------ | ------------ | ---------------------- | ----------------------- | ------------------- | ------- | ------- | ------ |
| Secretaría General                   | Karina Milei | Karina Milei           | 10 de diciembre de 2023 | -                   |         | LLA     |        |
| Secretaría Legal y Técnica           |              | María Ibarzabal Murphy | 7 de abril de 2025      | -                   |         | PRO     | [ 45 ] |
| Secretaría de Prensa                 |              | Eduardo Serenellini    | 8 de enero de 2024      | 28 de enero de 2025 |         | Ind.    |        |
| Secretaría de Inteligencia de Estado |              | Sergio Neiffert        | 15 de julio de 2024     | -                   |         | Ind.    |        |